# Almussafes
Almussafes (Spanisch: Almusafes) ist eine Gemeinde in der spanischen Provinz Valencia. Sie befindet sich in der Comarca Ribera Baixa.

## Geografie
Das Gemeindegebiet von Almussafes grenzt an das der folgenden Gemeinden: Alginet, Benifaió, Picassent, Silla und Sollana, die alle in der Provinz Valencia liegen.

## Geschichte
Almussafes war ursprünglich ein muslimischer Weiler, bestehend aus mehreren Bauernhäusern und einem Turm. Dort befand sich eine Zollstelle (auf Arabisch Masaf (مصاف), wovon der Name der Stadt stammt: Almasaf), um die Transitrechte der Waren, die in die benachbarte Stadt Valencia ein- und ausgingen, einzuziehen. Im Jahr 1672 wurde Almussafes von der Gemeinde Benifaió getrennt.

## Demografie
| 6249 | 6471 | 6676 | 6881 | 7030 | 7256 | 7318 | 7640 | 8358 | 8759 | 8979 |

## Wirtschaft
In der Gemeinde befindet sich ein Werk der Ford Motor Company. Es produzierte seit Gründung im Jahr 1976 über neun Millionen Automobile. Dort wurden bzw. werden unter anderem die Modelle Kuga, Mondeo, Connect sowie SMAX gefertigt. Das Ford-Werk beschäftigte zeitweilig 7.000 Menschen direkt und sorgte für 21.000 weitere indirekte Arbeitsplätze in Zulieferbetrieben.

## Persönlichkeiten
- Salvador Botella (1929–2006), Radrennfahrer
- Pablo Marí (* 1993), Fußballspieler
- Abel Ruiz (* 2000), Fußballspieler